# Froben Ferdinand z Fürstenberg-Mößkirchu
Froben Ferdinand z Fürstenberg-Mößkirchu (německy Froben Ferdinand Dominik Christoph zu Fürstenberg-Mößkirch; 6. srpna 1664 Meßkirch – 4. dubna 1741) byl od roku 1716 třetím vládnoucím knížetem z Fürstenbergu a v letech 1726–1735 hlavním říšským komisařem na Říšském sněmu v Řezně.

## Život

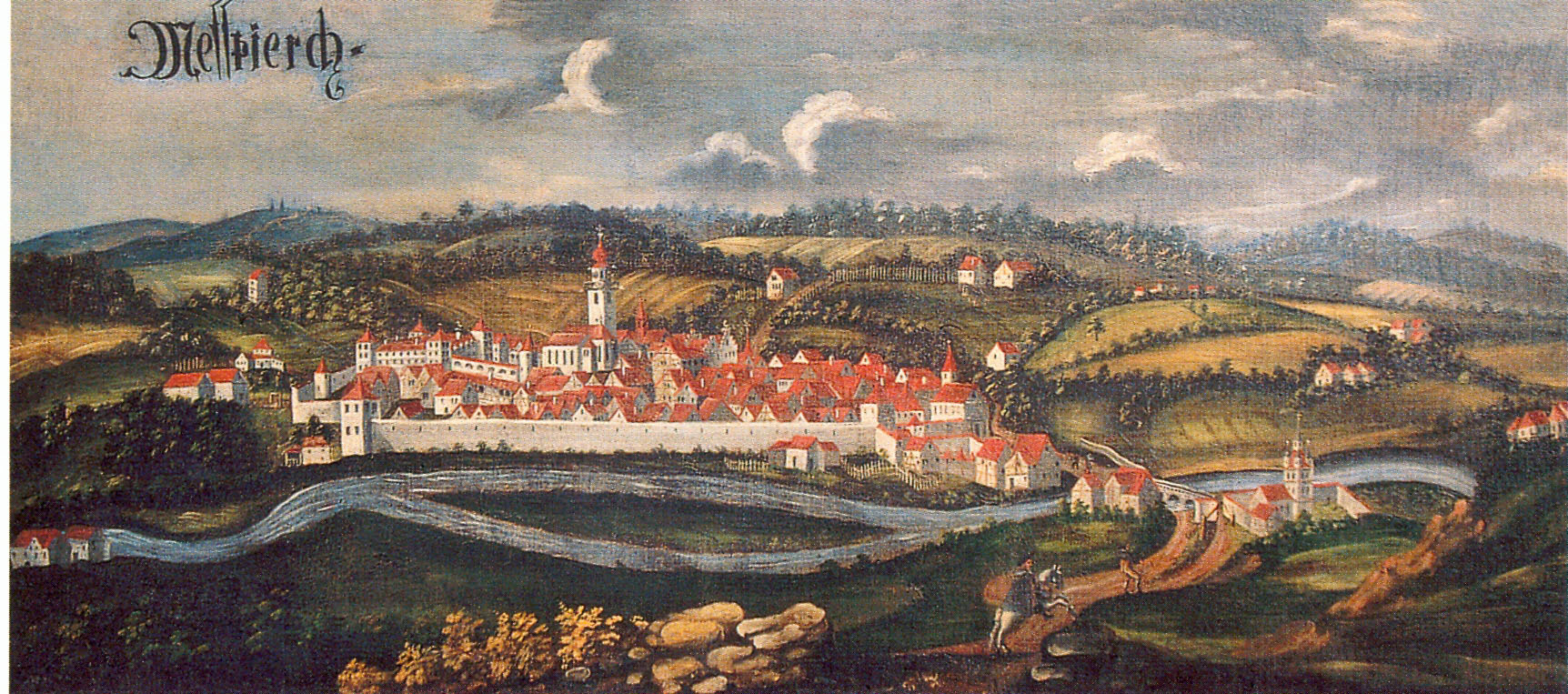
Meßkirch kolem roku 1686 – domov Frobena Ferdinanda z Fürstenbergu

Froben Ferdinand pocházel z rodu Fürstenbergů. Narodil se jako syn hraběte Františka Kryštofa z Fürstenberg-Mößkirchu (28. července 1625 – 22. září 1671) a jeho manželky Marie Terezie z Arenbergu a Aerschotu (22. dubna 1639 – 18. ledna 1705). Po otcově smrti se stali jeho poručníky matka a strýc Froben Maria z Fürstenberg-Mößkirchu.
V roce 1675 začal studovat u jezuitů v Kolíně nad Rýnem. Následně se stal kanovníkem v Kolíně nad Rýnem a ve Štrasburku, ale později rezignoval. Poté studoval filozofii v Praze a práva ve Würzburgu a Lovani. V roce 1685 zemřel jeho poručník Froben Maria, císař ho prohlásil za plnoletého a svěřil mu také poručnictví nad jeho mladšími sourozenci.
V roce 1687 se Froben Ferdinand stal zástupcem ředitele a krátce nato ředitelem švábského říšského hraběcího kolegia. V roce 1688 byl jmenován Říšským dvorním radou.
Již v roce 1700 jej císař Leopold I. jmenoval skutečným tajným radou. V roce 1703 se stal místodržícím Předních Rakous, v roce 1716 říšským knížetem. V letech 1718–1721 zastával post císařského komorního soudce. V roce 1721 se stal rytířem Řádu zlatého rouna.
V roce 1726 se stal hlavním říšským komisařem u Říšského sněmu v Řezně, kam se také s rodinou přestěhoval. V této pozici vystřídal kardinála Kristiána Augusta Sasako-Zeitzského.

## Rodina

### Manželství a potomstvo
Froben Ferdinand se v roce 1690 v Jestettenu oženil s hraběnkou Marií Terezií Felicitas ze Sulzu (12. 3. 1671 – 26. března 1743 Meßkirch). Ze čtyř dětí se dospělosti dožil jen jeden syn:
- 1. Marie Anna Terezie (8. 4. 1699 – 14. 6. 1707)
- 2. Josefa (*/† 1695)
- 3. dítě (*/† 1698)
- 4. Karel Bedřich Mikuláš (9. 8. 1714 – 7. 9. 1744 Hüfingen), 4. kníže
  - ⚭ (23. 5. 1735 zámek Wetzdorf) Marie Gabriela Šlesvicko-Holštýnsko-Sonderbursko-Wiesenburská (22. 10. 1716 Vídeň – 13. 6. 1798 Eichstätt)

### Sourozenci
Jeho bratr Karel Egon Evžen (2. 11. 1665 – 14. 10. 1702) padl jako generálporučík císařské armády v bitvě u Friedlingenu. Kníže Froben Ferdinand pokračoval v renovaci zámku Hüfingen, se kterou začal Karel Egon.